# Alfonso Mistrangelo

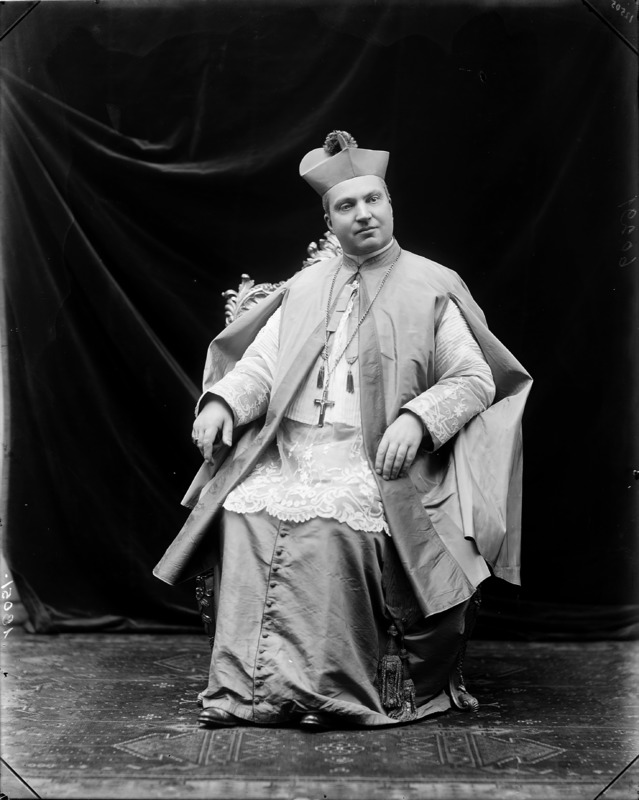
Erzbischof Alfonso Mistrangelo (Photo: Mario Nunes Vais, vor 1916)

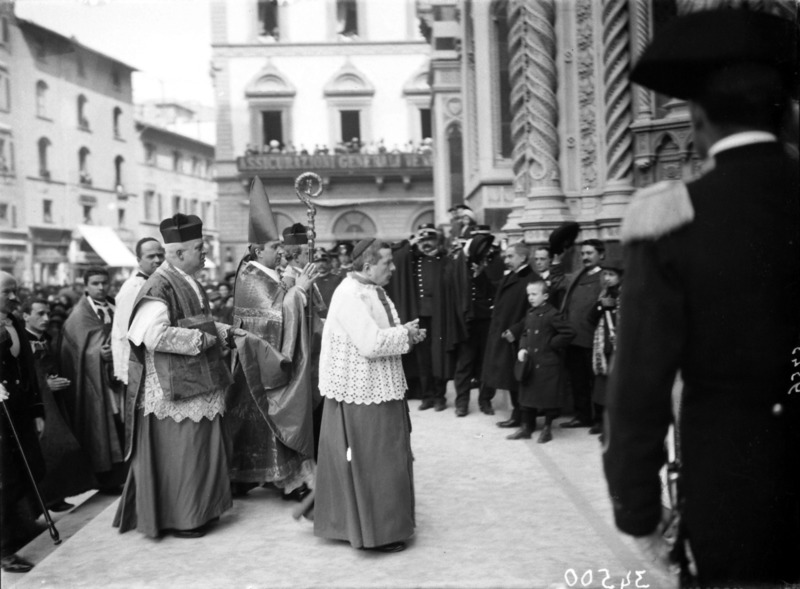
Kardinal Mistrangelo (mit Hirtenstab und Mitra) bei der Karsamstagsprozession in Florenz (Photo: Mario Nunes Vais, vor 1931)

Alfonso Maria Kardinal Mistrangelo SchP (* 26. April 1852 in Savona; † 7. November 1930 in Florenz) war Erzbischof von Florenz.

## Leben
Mistrangelo wurde am 17. Mai 1859 gefirmt. Er trat in das Seminar von Savona ein und wurde danach am 23. Oktober 1870 in Ligurien Mitglied des Piaristenordens. Er legte 1871 sein einfaches, im Jahre 1874 seine ewigen Gelübde ab. Am 13. Mai 1875 wurde er Subdiakon, am 18. Juli desselben Jahres Diakon. Am 17. März 1877 erhielt er die Priesterweihe. Er lehrte an der Schule der Piaristen in Finalborgo, Carcare und Ovada. Im Jahre 1880 wurde er Rektor der dortigen Schule.
Am 16. Januar 1893 wurde er von Papst Leo XIII. zum Bischof von Pontremoli ernannt. Er wurde am 11. Mai des Jahres durch Lucido Maria Kardinal Parocchi, Erzbischof Antonio Grasselli und Bischof Luigi Canestrari in San Pantaleone konsekriert.
Am 19. Juni 1899 wurde er zum Erzbischof von Florenz ernannt und arbeitete gleichzeitig von 1900 bis 1904 als Generaloberer der Piaristen. Papst Benedikt XV. nahm ihn am 6. Dezember 1915 als Kardinalpriester mit der Titelkirche Santa Maria degli Angeli in das Kardinalskollegium auf. Kardinal Mistrangelo nahm am Konklave 1922 teil, das Papst Pius XI. wählte. 1930 starb er 78-jährig nach einer Magenvergiftung. Sein Grab ist auf dem Friedhof von Soffiano zu finden.

## Werke
- Il venerabile Glicerio Landriani delle scuole pie Patrizio Milanese. Genua 1888.